# آرکاداک
شهر آرکاداک (به روسی: Аркадак) در کشور روسیه و در اوبلاست ساراتوف واقع شده‌است.